# نیوبورو
نیوبورو (به انگلیسی: Newbrough) یک روستا و محله مدنی در بریتانیا است که در نورث‌آمبرلند واقع شده‌است. نیوبورو ۵۶۱ نفر جمعیت دارد.